# La Clef du cabinet des princes de l'Europe
La Clef du cabinet des princes de l'Europe ou recuëil historique & politique sur les matieres du tems fou la primera publicació periòdica de Luxemburg. La seva primera edició va aparèixer l'1 de juliol de 1704. A continuació, va aparèixer cada mes, sense interrupció, fins al juliol de 1794.
Darrere de la iniciativa hi havia inicialment el bibliotecari, impressor i periodista Claude Jordan (nascut cap a 1659) de Valença, i l'impressor André Chevalier (1660-1747), de Bôrg, que tenia una impremta a la ciutat de Luxemburg. Jordan havia publicat prèviament Gazettes de Hollande a Leiden i Amsterdam.
Els dos es van ajuntar el 1704 amb la finalitat de publicar un diari per Lorena (en aquell moment, independent de França) i el mercat francès amb seu a Luxemburg, seguint l'exemple de Gazettes de Hollande. No hi havia en el moment quelcom similar en el mercat luxemburguès.
El títol La Clef du cabinet des princes de l'Europe ou recuëil historique & politique sur les matieres era tota una declaració d'intencions: el diari volia explicar què succeïa darrere de les escenes dels gabinets governamentals, on es decidia la guerra i la pau d'Europa (aquesta va ser l'època de la Guerra de Successió Espanyola). L'estructura era sempre la mateixa: l'actualitat internacional estava dividida pels regnes: hi havia una rúbrica per "Xafarderies i actualitat" (cerimònies i caces del Rei, naixements de fills dels monarques, etc.), i crítiques de nous llibres. A poc a poc, que van aparèixer més notícies dels parlaments regionals o articles sobre filòsofs de la Il·lustració que s'oposaven a l'absolutisme.
Els primers dotze anys del diari va aparèixer sense el nom de l'editor ni el lloc de publicació. Com que no tenia un privilegi real, no estava protegit contra la reimpressió sense llicència i va haver de pagar un pesat impost del timbre.
El 1716 Jordan i Chevalier es van separar a causa d'una disputa sobre els beneficis. Jordan va anar a París, on va publicar Suite de la clef, ou Journal historique sur les matieres du tems, que va existir fins al 1776. Chevalier va rebre el privilegi de l'emperador Carles IV, qui llavors governava Luxemburg, per continuar La clef du Cabinet des princes. No se sabia qui era l'editor després de la marxa de Jordan. Després de 1730 se sap que va ser Pierre Bourgeois.
Després de 1750, el règim estricte de França quant a la publicació de diaris es va afluixar gradualment; cada cop es van publicar més diaris i l'interès en la Gazette de Hollande i Clef du Cabinet va disminuir.
El 1769 Clef du Cabinet des Princes va ser prohibit per imprimir articles crítics sobre la fam. El 1794 la publicació va tancar.